# UBU
Udruga bivših učenika ŠPUD-a Zagreb, akronima UBU, osnovana je 2008. godine u Zagrebu. Djeluje kao platforma za promicanje Škole primijenjene umjetnosti i dizajna u Zagrebu. Udruga je član umjetničkog saveza „Organizam”.

## Projekti i izložbe
2009.
- Zašto ne možemo jednostavno odšetati?, Zagreb
- Ptić, lisac i balega, Zagreb
- U krugu škole, Zagreb[2]

2010.
- Park u parku, Žumberak – u suradnji sa ŠPUD-om i Parkom prirode Žumberak – Samoborsko gorje

2013.
- Poduzetništvo u primijenjenoj umjetnosti i dizajnu, Zagreb – u suradnji s VERN-om
- Strip u Primijenjenoj, Zagreb – u suradnji sa ŠPUD-om[3][4]

2014.
- Kolaboracija UBU SVA, New York – u suradnji sa School of Visual Arts

2015.
- Osnove medijske pismenosti, Zagreb – Kurziv i Kulturpunkt
- Crtići u Primijenjenoj, Zagreb – ŠPUD[5]
- Primijenjena u Močvari, Zagreb – ŠPUD i Klub Močvara[6]
- Milton Glaser – Crtanje je promišljanje, Zagreb – ŠPUD, Mirko Ilić i SOS Dizajn Festival

2016. 
- Čitajmo između redaka – priručnik za razvoj medijske pismenosti, Zagreb – Kurziv i GONG
- FreeDA u Primijenjenoj, Zagreb – SOBA2 i ŠPUD[7]
- Ivan Kožarić u Školi primijenjene umjetnosti i dizajna – 75 godina poslije, Zagreb - ŠPUD, Muzej suvremene umjetnosti i Mirko Ilić[8]

2017. 
- Runaway art - Kabinet suvremenih umjetničkih praksi, Zagreb – MSU, Akademija likovnih umjetnosti u Zagrebu i ŠPUD
- Projekt RICHTER 100, Zagreb – ŠPUD, MSU, Centar za kulturu i film Augusta Cesarca i Centar za kreativni razvoj ARTMIX[9]
- Beyond the surface – Optical sound, Zagreb – ŠPUD, IMA Institut für Medienarchäologie
- Kolaboracija UBU SVA, New York – School of Visual Arts

### Nagrade i priznanja
- 2010. Nagrada DAN D – 1. nagrada publike na Danu Dizajna za projekt Sintokuhinja
- 2011. Nagrada UIA Architecture & Children Golden Cubes – Nagrada za institucije za projekt U krugu Škole

## Vanjske poveznice
- Službena stranica UBU